# جاكوب هوليستر
جاكوب هوليستر (بالإنجليزية: Jacob Hollister)‏ هو لاعب كرة قدم أمريكية أمريكي، ولد في 18 نوفمبر 1993 في بيند في الولايات المتحدة.

## وصلات خارجية
- جاكوب هوليستر على موقع مرجع كرة القدم المحترفة.كوم (الإنجليزية)